# Noniljon
Noniljon är talet 1054 i tiopotensnotation, och kan skrivas med en etta följt av 54 nollor, alltså
1 000 000 000 000 000 000 000 000 000 000 000 000 000 000 000 000 000 000.
Ordet noniljon kommer från det latinska prefixet nona- (nio) och med ändelse från miljon.
En noniljon är lika med en miljon oktiljoner eller en miljondel av en deciljon.
En noniljondel är 10−54 i tiopotensnotation.
På engelska och flera andra språk är räkneorden motsvarande biljon, triljon, kvadriljon, kvintiljon, sextiljon, septiljon, oktiljon, noniljon och så vidare tvetydiga och kan antingen motsvara den svenska ("långa skalan") eller ange mycket mindre enheter ("korta skalan"). Enligt den korta skalan heter noniljon på engelska "septendecillion". Det engelska ordet "nonillion" motsvarar då det svenska kvintiljon (1030).